# Mew
Mew är ett indierockband från Hellerup i Danmark, grundat 1995.

## Biografi
Bo, Johan och Jonas kände varandra långt innan de träffade Silas eftersom de gick i samma skola, Bernadotteskolen i Hellerup. Silas kom med i bandet när alla träffades på gymnasiet. Musiken i början lät väldigt lik amerikansk alternativ gitarrock, med band som The Pixies, My Bloody Valentine och Dinosaur Jr.
Debutalbumet kom år 1997 och titeln blev A Triumph for Man. Producenten för albumet var Damon Tutunjian från den amerikanska indiegruppen The Swirlies. Albumet släpptes på Gyldendals skivbolag Exlibris Records. Den största radiohiten blev "I Should Have Been a Tsin-Tsi (for You)".
Runt jul samma år släpptes ytterligare en EP, She Came Home for Christmas. Denna gång var musikproducenten den danska popgurun Kasper Winding.
Ett par år av tystnad följde, men under 2000 började bandet skapa ny musik igen. Albumet Half the World Is Watching Me släpptes och skivbolaget var Evil Office, vilket var deras egna. Albumet producerades av dem själva med hjälp av den danska veteranen Flemming Rasmussen som är känd efter att ha jobbat med bland annat Metallica och Pia Raug.
Tre år efter det, 2003, skrev de på ett kontrakt med Epic Records/Sony Music. Det var bestämt att Mews första internationella album skulle innehålla låtar från tidigare album och några nya. Producenterna för albumet var bland annat Rich Costey från bandet Audioslave och Rage Against the Machine. Resultatet blev albumet Frengers, som släpptes i Danmark i mars och månaden efter i Storbritannien. Skivan hade lite tyngre ljud än tidigare album.
Bandet har varit förband till flera andra stora och mindre band och artister, bland annat Coldplay, The Cardigans, Martin Grech, OK Go, Robbie Williams, Sigur Rós, Muse, Kent, Manic Street Preachers, Kashmir, Cooper Temple Clause samt R.E.M.
Den 11 april 2006 kom beskedet att Johan Wohlert lämnar bandet. Anledningen till hans avsked var att han skulle bli pappa. Mew kommer inte att ersätta honom med någon ny medlem, men under konserterna kommer andra personer ta hans plats.
Den 18 september 2006 släpptes en ny version av debutalbumet A Triumph for Man som innehåller en bonus-cd med B-sidor, tidigare outgivet material och demoversioner av bland annat "Web", "Wheels Over Me" och "Superfriends". Den 4 december 2006 släpptes bandets första dvd, Live in Copenhagen, som innehåller en filmad konsert från Köpenhamn.
2007 släppte gruppen en ny version av albumet Half the World Is Watching Me, även denna nysläppning innehåller en bonus-CD med B-sidor.
Det senaste albumet No More Stories släpptes September 2009.
2010 släpptes samlingsalbumet Eggs Are Funny.
2013 påbörjade bandet arbetet med en ny skiva.
Den 14 juni 2014 spelade bandet på NorthSide Festival i Aarhus. Med på scenen var den återvändande medlemmen Johan Wohlert. I samband med spelningen utannonserades att Wohlert återigen var fullvärdig bandmedlem och att han arbetat med det kommande albumet.
Den 16 juni utannonserades en nordisk höstturné samt att det nya albumet beräknas släppas 2015.
Den 13 augusti skrev bandet på sin twitter att skivan börjat mixas och den 19 september meddelade de via samma kanal att albumet var färdigt och att releasedetaljer snart skulle följa.

## Bandmedlemmar
- Jonas Bjerre, sång och gitarr, född 21 september 1976
- Johan Wohlert, basgitarr och kör, född 10 mars 1976. Han sällskapar med Pernille Rosendahl från bandet Swan Lee. Wohlert slutade i bandet april 2006, men gick med igen i juni 2014.
- Bo Madsen, gitarr och kör, född 5 mars 1976
- Silas Utke Graae Jørgensen, trummor, född 21 mars 1979

## Utnämningar
- 2003 – Album of the Year – Danish Music Critics
- 2003 – Band of the Year – Danish Music Critics
- 2005 – Best Nordic Breakthrough Artist – Nordic Music Awards

## Diskografi
- 1997 – A Triumph for Man
- 2000 – Half the World Is Watching Me
- 2003 – Frengers
- 2005 - And the Glass Handed Kites
- 2009 – No More Stories
- 2010 – Eggs Are Funny
- 2015 – + -
- 2017 – Visuals

### DVD
- 2006 – Live in Copenhagen